# Истина (албум Снежане Ђуришић)
Истина је петнаести студијски албум певачице Снежане Ђуришић, назван по истоименој песми. Објављен је 1996. године у издању ПГП-РТС, као ЦД и касета. Продуцент албума је Миша Мијатовић. На овом албуму налазе се хитови Куће мале и Ти би мог'о да ме спасиш, али и песма Све је прошло међу нама у новом аранжману. Са песмом Истина, Снежана је учествовала на фестивалу МЕСАМ 1996. године. ЦД верзија албума садржи и четири бонус песме са ранијих албума: Имена ми мог, Причај ми, причај, Нек' се зна и Биће дана.

## Песме на касети
| Бр. | Песма                    | Музика             | Текст              | Аранжман       |
| --- | ------------------------ | ------------------ | ------------------ | -------------- |
| 1.  | Ти би мог'о да ме спасиш | Миша Мијатовић     | Симонида Станковић | Миша Мијатовић |
| 2.  | Туђа срећа               | Света Томић        | Зоран Арсенијевић  | Миша Мијатовић |
| 3.  | Плачу стазе              | Миша Мијатовић     | Симонида Станковић | Миша Мијатовић |
| 4.  | Заклећу се               | Миша Мијатовић     | Симонида Станковић | Миша Мијатовић |
| 5.  | Куће мале                | Микица Рафаиловић  | Микица Рафаиловић  | Бранимир Ђокић |
| 6.  | Суђено ти, душо          | Шабан Шаулић       | Мики Јовичић       | Миша Мијатовић |
| 7.  | Истина                   | Миша Мијатовић     | Милада Зековић     | Миша Мијатовић |
| 8.  | Не дам да ти снове краду | Драган Александрић | Верица Илић        | Миша Мијатовић |
| 9.  | Све је прошло међу нама  | Раде Вучковић      | Раде Вучковић      | Миша Мијатовић |
| 10. | Грешник                  | Света Томић        | Миодраг Ж. Илић    | Миша Мијатовић |

## Песме на ЦД-у
| Бр. | Песма                    | Музика             | Текст                   | Аранжман                  |
| --- | ------------------------ | ------------------ | ----------------------- | ------------------------- |
| 1.  | Ти би мог'о да ме спасиш | Миша Мијатовић     | Симонида Станковић      | Миша Мијатовић            |
| 2.  | Туђа срећа               | Света Томић        | Зоран Арсенијевић       | Миша Мијатовић            |
| 3.  | Плачу стазе              | Миша Мијатовић     | Симонида Станковић      | Миша Мијатовић            |
| 4.  | Заклећу се               | Миша Мијатовић     | Симонида Станковић      | Миша Мијатовић            |
| 5.  | Куће мале                | Микица Рафаиловић  | Микица Рафаиловић       | Бранимир Ђокић            |
| 6.  | Суђено ти, душо          | Шабан Шаулић       | Мики Јовичић            | Миша Мијатовић            |
| 7.  | Истина                   | Миша Мијатовић     | Милада Зековић          | Миша Мијатовић            |
| 8.  | Не дам да ти снове краду | Драган Александрић | Верица Илић             | Миша Мијатовић            |
| 9.  | Све је прошло међу нама  | Раде Вучковић      | Раде Вучковић           | Миша Мијатовић            |
| 10. | Грешник                  | Света Томић        | Миодраг Ж. Илић         | Миша Мијатовић            |
| 11. | Имена ми мог             | Миша Мијатовић     | Радмила Тодоровић Бабић | Драган Стојковић Босанац  |
| 12. | Причај ми, причај        | Миша Мијатовић     | Радмила Тодоровић Бабић | Мирољуб Аранђеловић Кемиш |
| 13. | Нек' се зна              | Миша Мијатовић     | Весна Петковић          | Драган Стојковић Босанац  |
| 14. | Биће дана                | Миша Мијатовић     | Весна Петковић          | Драган Стојковић Босанац  |

## Информације о албуму
- Продуцент: Миша Мијатовић
- Тон-мајстор: Мики Тодоровић
- Програмирање и соло гитаре: Јосип Бочек
- Извршни продуцент: Слободан Гвозденовић
- Дизајн: Иван Ћулум